# Zufälliger Untergang
Unter der Gefahr des zufälligen Untergangs, einem unbestimmten Rechtsbegriff des Bürgerlichen Gesetzbuchs (BGB), ist die von keiner Vertragspartei zu vertretende Unmöglichkeit der Leistungserbringung zu verstehen. Diese Gefahr trägt grundsätzlich nach § 326 Abs. 1 Satz 1 BGB bis zur vollständigen Erfüllung der Leistungspflichtige.

## Umfang
Das BGB behandelt diese Thematik ausführlich im Recht über den Kaufvertrag. Hier wird die Regel des § 323 BGB beim Kaufvertrag zugunsten des Verkäufers eingeschränkt. Gemäß § 326 Abs. 1 Satz 1 BGB trägt im Allgemeinen der Verkäufer die sog. Preisgefahr solange, bis er seinen Teil erfüllt hat. Die Preisgefahr regelt hierbei die Risikoverteilung, nämlich zu wessen Lasten der zufällige Untergang geht. Mit der Erfüllung endet das Unmöglichkeitsrecht und damit auch die Vorschriften über die Gefahrtragung. In einigen Fällen jedoch lässt das Gesetz die Preisgefahr bereits früher auf den Käufer übergehen. Übergang der Preisgefahr bedeutet hierbei, dass der Verkäufer trotz (zufälligen) Untergangs seiner Leistung den Anspruch auf die Gegenleistung in Form des Kaufpreises behält. Aus der Sicht des Käufers ist festzustellen, dass dieser nunmehr die Gefahr trägt, den Kaufpreis dennoch entrichten zu müssen, obwohl er den Kaufgegenstand nicht erhalten hat und auch nichts mehr verlangen kann, weil der Verkäufer von seinen Verpflichtungen frei geworden ist. Mit dem Übergang der Preisgefahr trifft der wirtschaftliche Verlust nunmehr den Käufer, denn er muss zahlen, ohne etwas dafür zu erhalten.

### Gefahrübergang bei Übergabe
Nach § 446 Satz 1 BGB geht mit der Übergabe der verkauften Sache die Gefahr des zufälligen Untergangs und der zufälligen Verschlechterung auf den Käufer über. Der Sinn dieser Vorschrift erschließt sich aus Satz 2, weil mit der Übergabe die Nutzungen und Lasten der Sache dem Käufer zustehen und der wirtschaftliche Erfolg des Kaufvertrags für ihn eingetreten ist. Er hat es nun selbst in der Hand, den wirtschaftlichen Verlust zu tragen, wenn die Sache durch Zufall untergeht. Der Verkäufer besitzt keine Sachherrschaft mehr und kann sich deshalb gegen das Untergangsrisiko nicht mehr schützen.
Die Fälle der Übergabe des Kaufgegenstandes vor der Übereignung sind in § 446 BGB geregelt. Hauptanwendungsfall des § 446 BGB ist der Verkauf unter Eigentumsvorbehalt. Nach vollständiger Übereignung hat der Verkäufer seine Leistungspflichten aus § 433 Abs. 1 BGB erfüllt, sodass die Frage nach Unmöglichkeit und Gefahrtragung nicht mehr auftaucht. Denn was nach vollständiger Erfüllung mit der Sache geschieht, berührt den Verkäufer nicht mehr, weil ihm der Kaufpreisanspruch nicht mehr genommen werden kann. Es gilt, dass jeder Eigentümer die Gefahr des zufälligen Untergangs ihm gehörender Sachen selbst zu tragen hat.

### Versendungskauf
Anders sind die Verhältnisse beim Versendungskauf. Hierbei geht die Gefahr des zufälligen Untergangs bereits mit der Übergabe an den Spediteur auf den Käufer über (§ 447 BGB).
Nach § 475 Abs. 2 BGB gilt das jedoch nicht bei Käufen eines Verbrauchers bei einem Unternehmer (Verbrauchsgüterkauf), es sei denn, dass der Käufer den Versand selbst beauftragt und der Unternehmer ihm den Spediteur nicht vorher benannt hat. Dieser Ausschluss stützt sich in erster Linie darauf, dass das Risiko des zufälligen Untergangs der versandten Ware von derjenigen Vertragspartei getragen werden soll, die eher als die andere imstande ist, dieses Risiko zu minimieren und Vorsorge gegen die Schadensfolgen zu treffen. Im Unterschied zum Verbraucher hat der Unternehmer mehr Einfluss auf die Warenbeförderung, weshalb der Verbraucher nicht das Versendungsrisiko tragen soll. Daher erfolgt der Gefahrübergang hier nach § 446 BGB.
Ein Versendungskauf liegt vor, wenn der Verkäufer die Kaufsache auf Wunsch des Käufers nach einem anderen Ort als dem Erfüllungsort versendet. Der Begriff des Erfüllungsortes im Sinne des § 447 BGB ist identisch mit dem des Leistungsortes, also dem Ort, an dem der Schuldner seine Leistungshandlung vorzunehmen hat. Dieser Ort ist im Zweifel der Ort, an dem Schuldner seinen Wohnsitz oder gewerbliche Niederlassung hat (§ 269 Abs. 1 BGB). Daran ändert in der Regel auch die Tatsache nichts, dass er die Kosten der Versendung übernimmt (§ 269 Abs. 3 BGB). Nur dann, wenn der Verkäufer eine Bringschuld übernommen hat, ist der Leistungsort auch der Wohnsitz bzw. die Niederlassung des Käufers. In diesem Fall findet § 447 BGB keine Anwendung, da diese Bestimmung die Schickschuld betrifft.
§ 447 BGB verlangt, dass die Gefahr bereits in dem Moment übergehen soll, in dem der Verkäufer die Sache dem Spediteur, Frachtführer oder der sonst zur Ausführung der Versendung bestimmten Person übergibt. Der Käufer hat also die Preisgefahr zu tragen, bevor er in Besitz der Sache gelangt. Den Zweck dieser Vorschrift wird von der herrschenden Meinung darin gesehen, dass der Käufer (auf dessen Verlangen die gekaufte Sache nach einem anderen Ort als dem Leistungsort versandt wird) das dadurch erhöhte Risiko ordnungsgemäßer Erfüllung tragen soll, insbesondere jenes für Transportschäden und Verluste. Geht die Sache also auf dem Transport verloren und wird infolgedessen dem Verkäufer die Erfüllung seiner Leistungspflicht unmöglich, behält er abweichend von § 326 Abs. 1 Satz 1 BGB seinen Anspruch auf den Kaufpreis. Anders ist die Rechtslage allerdings, wenn der Verkäufer bei der ihm als vertraglicher Nebenpflicht obliegenden Vorbereitung der Versendung (insbesondere Auswahl des Spediteurs und Verpackung der Ware) die vertragsmäßige Sorgfalt nicht beachtet hat. Verstößt er gegen diese Pflichten schuldhaft und folgt daraus der Untergang oder die Verschlechterung der Sache, tritt der Gefahrübergang nicht ein, weil es an der Voraussetzung der zufälligen Verschlechterung oder des zufälligen Untergangs fehlt: er hat die Unmöglichkeit zu vertreten. Für ein Verschulden des Beförderers haftet der Verkäufer dagegen nicht, da es sich beim Transport gerade nicht um eine Leistungspflicht des Verkäufers handelt, ihm das Fehlverhalten des Transportpersonals also nicht gemäß § 278 BGB zugerechnet werden darf. Nach herrschender Meinung bezieht sich § 447 BGB nur auf die Transportgefahr, mithin Schäden, die ursächlich mit dem Transport zusammenhängen. Das häufigste Transportrisiko ist ein fahrlässig durch das Transportpersonal verursachter Unfall, durch den die Kaufsache zerstört oder beschädigt wird.

## Situation in anderen Ländern

### Frankreich
Der französische Code civil unterscheidet nicht zwischen Verpflichtungsgeschäft und Verfügungsgeschäft. Gemäß Art. 1196 Abs. 1 C. civ. geht das Eigentum an einer Sache grundsätzlich schon mit Vertragsabschluss über, wovon aber gem. Art. 1196 Abs. 2 C. civ. Ausnahmen bestehen.
Nach Art. 1196 Abs. 3 S. 1 C. civ. geht mit der Eigentumsübertragung auch die Gefahr des zufälligen Untergangs auf den Erwerber über (sog. res perit domino-Grundsatz), was u. U. dazu führen kann, dass sich ein Käufer den zufälligen Untergang der Sache anrechnen und den Kaufpreis dafür auch dann zahlen muss, wenn er die Sache noch nicht erhalten hat. Dieser Grundsatz ist allerdings vertraglich abdingbar. Außerdem gilt dies nicht für Verbrauchsgüterkäufe, bei denen der Verbraucher erst ab tatsächlichem Erhalt der Sache die Gefahr des zufälligen Untergangs trägt.